# 1952年の日本シリーズ
1952年の日本シリーズ（1952ねんのにっぽんシリーズ、1952ねんのにほんシリーズ）は、1952年10月11日から10月18日まで行われた第3回プロ野球日本選手権シリーズである。水原茂監督率いる読売ジャイアンツと山本一人監督率いる南海ホークスとの2年連続同一カードによると対決となった。

## 試合結果
| 10月11日（土）                         | 第1戦  | 南海ホークス     | 3 - 6  | 読売ジャイアンツ | 後楽園球場 |
| 10月12日（日）                         | 第2戦  | 南海ホークス     | 0 - 11 | 読売ジャイアンツ | 後楽園球場 |
| 10月13日（月）                         | 移動日 | 移動日           | 移動日 | 移動日           | 移動日     |
| 10月14日（火）                         | 第3戦  | 読売ジャイアンツ | 0 - 4  | 南海ホークス     | 大阪球場   |
| 10月15日（水）                         | 第4戦  | 読売ジャイアンツ | 6 - 2  | 南海ホークス     | 大阪球場   |
| 10月16日（木）                         | 第5戦  | 読売ジャイアンツ | 1 - 4  | 南海ホークス     | 大阪球場   |
| 10月17日（金）                         | 移動日 | 移動日           | 移動日 | 移動日           | 移動日     |
| 10月18日（土）                         | 第6戦  | 南海ホークス     | 2 - 3  | 読売ジャイアンツ | 後楽園球場 |
| 優勝：読売ジャイアンツ（2年連続2回目） |        |                  |        |                  |            |

### 第1戦
10月11日　後楽園球場　入場者数 23794人
| 南海 | 0 | 0 | 0 | 3 | 0 | 0 | 0 | 0 | 0 | 3 |
| 巨人 | 0 | 1 | 2 | 3 | 0 | 0 | 0 | 0 | x | 6 |

| （南） | 大神、●中谷（1敗）、服部、井上 - 筒井 |
| （巨） | ○別所（1勝） - 広田                   |
| 本塁打 |                                       |
| （南） | 飯田1号2ラン（4回別所）               |
| （巨） | 川上哲1号2ラン（3回中谷）             |

[審判]セ島（球）パ横沢、セ筒井、パ上田（塁）セ杉村、パ苅田（外）
2回、巨人は2つの四死球で得たチャンスで先発投手別所毅彦のタイムリーヒットで先制。3回には川上哲治の2ラン本塁打で追加点。南海は飯田徳治の2ラン本塁打と黒田一博の適時打で同点としたが、その裏巨人は4長打や千葉茂のスクイズで再び3点を奪い返し、突き放した。別所は4回以外は失点がなく完投勝利。
公式記録関係（日本野球機構ページ）

### 第2戦
10月12日　後楽園球場　入場者数 26799人
| 南海 | 0 | 0 | 0 | 0 | 0 | 0 | 0 | 0 | 0 | 0  |
| 巨人 | 0 | 3 | 0 | 2 | 2 | 1 | 0 | 3 | x | 11 |

| （南） | ●中原（1敗）、井上、小畑 - 筒井、松井             |
| （巨） | ○藤本（1勝） - 広田                               |
| 本塁打 |                                                   |
| （巨） | 藤本1号2ラン（4回中原）、与那嶺1号ソロ（8回小畑） |

[審判]パ二出川（球）セ筒井、パ横沢、セ津田（塁）パ上田、セ杉村（外）
巨人打線が序盤から爆発、南海を圧倒した。2回は広田順、先発投手藤本英雄の連続適時打で3点先取。4回には藤本の2ラン本塁打で追加点。その後も追加点を重ねて11-0と一方的な展開となった。藤本は投げては4安打完封、打っては本塁打を含む4打点と投打に活躍した。
公式記録関係（日本野球機構ページ）

### 第3戦
10月14日　大阪球場　入場者数:23744人
| 巨人 | 0 | 0 | 0 | 0 | 0 | 0 | 0 | 0 | 0 | 0 |
| 南海 | 2 | 0 | 0 | 0 | 0 | 0 | 2 | 0 | X | 4 |

| （巨） | ●大友（1敗） - 楠、広田 |
| （南） | ○柚木（1勝） - 筒井     |

[審判]セ島（球）パ横沢、セ津田、パ上田（塁）セ杉村、パ苅田（外）
大阪球場に舞台を移した第3戦は南海がチームトップタイの19勝を挙げた柚木進、巨人が大友工。第2戦で爆発した巨人打線だが、この日は柚木進の前に6安打を奪ったものの要所を締められ、完封を喫した。打撃面では堀井数男が3打点の活躍。
公式記録関係（日本野球機構ページ）

### 第4戦
10月15日　大阪球場　入場者数：20117人
| 巨人 | 0 | 0 | 0 | 1 | 0 | 2 | 0 | 3 | 0 | 6 |
| 南海 | 0 | 0 | 0 | 1 | 0 | 0 | 1 | 0 | 0 | 2 |

| （南） | ●服部（1敗）、江藤、大神 - 筒井、松井 |
| （巨） | ○別所（2勝） - 広田                   |

[審判]パ二出川（球）セ筒井、パ苅田、セ津田（塁）パ上田、セ杉村（外）
南海が服部武夫、巨人が別所の先発。1-1と同点の6回、巨人は二死から川上、青田の連打で勝ち越し、宇野光雄の四球のあと広田がタイムリー二塁打を放ち3-1とした。南海は7回、2番手投手江藤正の代打・村上一治のタイムリーヒットで1点差に追い上げたが、8回巨人がリリーフした大神を攻略、4安打を集中して3点を奪い、勝負を決めた。別所は第1戦に続く完投勝利。打っても2安打2打点の活躍だった。
公式記録関係（日本野球機構ページ）

### 第5戦
10月16日　大阪球場　入場者数：15297人
| 巨人 | 1 | 0 | 0 | 0 | 0 | 0 | 0 | 0 | 0 | 1 |
| 南海 | 1 | 0 | 3 | 0 | 0 | 0 | 0 | 0 | X | 4 |

| （巨） | ●藤本（1勝1敗）、大友 - 広田 |
| （南） | ○江藤（1勝） - 広田          |

[審判]セ島（球）パ上田、セ筒井、パ横沢（塁）セ津田、パ苅田（外）
1-1同点の3回、南海は江藤、蔭山和夫の連続ヒットで無死一、二塁。続く木塚忠助の送りバントを藤本が三塁へ悪送球して無死満塁。続く島原輝夫の一塁ゴロを川上が本塁封殺を狙うもセーフ（記録は野選）。飯田の犠牲フライ、堀井の遊撃ゴロ併殺崩れでさらに2点を追加、4-1と南海がリードを広げた。巨人は江藤から9安打を奪ったが初回の1点以外奪えなかった。
公式記録関係（日本野球機構ページ）

### 第6戦
10月18日　後楽園球場　入場者数：34595人
| 南海 | 2 | 0 | 0 | 0 | 0 | 0 | 0 | 0 | 0 | 2 |
| 巨人 | 0 | 0 | 0 | 0 | 2 | 1 | 0 | 0 | X | 3 |

| （南） | ●柚木（1勝1敗）、中原、中谷 - 筒井、松井 |
| （巨） | 藤本、○別所（3勝） - 広田                |
| 本塁打 |                                          |
| （南） | 森下 1号（1回2点藤本）                   |

[審判]パ二出川（球）セ津田、パ横沢、セ筒井（塁）パ苅田、セ杉村（外）
再び舞台は後楽園球場。初回、森下整鎮の2ランで南海が先制。巨人は南海先発・柚木に対して、5回一死から藤本の二塁打、与那嶺が四球のあと、千葉の右中間を破る2点タイムリー二塁打で同点とした。続く6回、ヒットの川上が送りバントと内野ゴロで三塁へ。打者広田という場面で柚木の暴投で、巨人が拾いものの勝ち越し点を挙げた。6回から藤本をリリーフした別所が南海打線を封じ、巨人が2年連続の日本一となった。
公式記録関係（日本野球機構ページ）

## 表彰選手
- 最高殊勲選手　別所毅彦（巨人）
- 最高打撃賞　与那嶺要（巨人）
- ホームラン王賞　川上哲治（巨人）

## ラジオ中継
この年から、在京の民放ラジオ局（当時はラジオ東京のみ）での実況も行われるようになった。
- 第1戦：10月11日
  - NHKラジオ第2
  - ラジオ東京
  - 朝日放送
  - 新日本放送
- 第2戦：10月12日
  - NHKラジオ第2
  - ラジオ東京
  - 朝日放送
  - 新日本放送
- 第3戦：10月14日
  - NHKラジオ第2
  - 朝日放送・ラジオ東京
  - 新日本放送　解説：中澤不二雄
- 第4戦：10月15日
  - NHKラジオ第2
  - 朝日放送・ラジオ東京
  - 新日本放送　解説：中澤不二雄
- 第5戦：10月16日
  - NHKラジオ第2
  - 朝日放送・ラジオ東京
  - 新日本放送　解説：中澤不二雄
- 第6戦：10月18日
  - NHKラジオ第2
  - ラジオ東京
  - 朝日放送
  - 新日本放送　実況：梅沢二三男

※朝日放送が制作した中継放送は、第1・2・6戦は中部日本放送・ラジオ九州・信越放送・神戸放送を結んで、第3・4・5戦は左記に加えラジオ東京・四国放送・北日本放送も結んで放送された。
※ラジオ東京が制作した第6戦の中継の一部が、TBSラジオのアーカイブに保存されている最古のプロ野球の音源として2023年10月27日の「金曜ワイドラジオTOKYO　えんがわ」で放送された。